# Czerteż (Ukraina)
Czerteż (ukr. Чертіж, Czertiż) – wieś na Ukrainie. Należy do rejonu stryjskiego (do 2020 roku do rejonu żydaczowskiego) w obwodzie lwowskim i liczy 638 mieszkańców.
W II Rzeczypospolitej do 1934 roku wieś stanowiła samodzielną gminę jednostkową w powiecie żydaczowskim w woj. stanisławowskim. W związku z reformą scaleniową została 1 sierpnia 1934 roku włączona do nowo utworzonej wiejskiej gminy zbiorowej gminy Żórawno w tymże powiecie i województwie. Po wojnie wieś weszła w struktury administracyjne Związku Radzieckiego.
W czasie okupacji niemieckiej mieszkająca tutaj ukraińska rodzina Kizimiszynów ukrywała Żydów. W 1998 roku Instytut Jad Waszem uhonorował za to Mychajła i Katerynę Kizimiszynów tytułami Sprawiedliwych wśród Narodów Świata.